# Ducati 695 Monster
La Ducati 695 Monster est une moto construite par Ducati.
Apparue début 2006, la M695 complète la gamme Monster, entre la 620 et la 800 S2R. Le moteur retravaillé de la 620 développe 73 chevaux. Elle est néanmoins disponible en version "34 chevaux", pour les jeunes conducteurs.
Les 300 premiers exemplaires sont vendus 6 995 €, soit 500 € de moins que la 620 standard. Le prix passe ensuite à 7 495 €, la M695 est donc vendue au même prix que la M620.
Comme la 620, la M695 reprend le système d'embrayage APTC (Adler Power Torque Clutch), l'effort à fournir sur le levier est réduit et un amortisseur de couple diminue les risques de blocage de la roue arrière sur un rétrogradage rapide.
La fourche provient du catalogue Marzocchi et l'amortisseur arrière est un Sachs. Le freinage est confié à un ensemble Brembo composé de deux disques de 300 mm de diamètre à l'avant et d'un disque de 245 mm de diamètre à l'arrière.
Comme sur toutes les Monster, les aspects pratiques sont oubliés. Il n'y a pas d'espace de rangement sous la selle.
La principale innovation de ce modèle est l'allongement des fréquences des révisions, de 10 000 à 12 000 km, tordant ainsi le cou à la réputation qui colle à la marque : les coûts d'entretien élevés.